# Werner Heiduczek
Werner Heiduczek (24 listopada 1926 w Zabrzu) – zm. 28 lipca 2019 w Zwenkau) – niemiecki pisarz.
Urodził się na niemieckim Górnym Śląsku w katolickiej rodzinie górniczej. Uczęszczał do Friedhofs Schule (obecnie Szkoła Podstawowa nr 2 przy ulicy Cmentarnej), następnie do Luisen-Gymnasium (obecnie III Liceum Ogólnokształcące przy ulicy Sienkiewicza).
Podczas II wojny światowej zgłosił się na ochotnika jako Luftwaffenhelfer (HJ) – członek pomocniczego personelu Luftwaffe, a w 1944 roku został powołany do Wehrmachtu. Służył w jednostce w Sagan in Schlesien dziś Żagań, nie służył jednak na froncie. Dostał się do niewoli amerykańskiej, skąd zbiegł do Strefy Wschodniej, gdzie trafił do aresztu, ale oszczędzono mu wysłania do pracy w Związku Radzieckim.
Po wojnie, od stycznia 1946 roku w Herzberg (Elster) uczestniczył w kursie dla tzw. Neulehrer czyli nauczycieli w ramach denazyfikacji w Niemczech wytypowanych przez aliantów, w bardzo krótkim czasie przeszkolonych i mających zapewnić nieskażony nazistowską przeszłością demokratyczny charakter edukacji dla niemieckiej młodzieży. Od września do listopada 1946 roku uczył w szkole wiejskiej w Wehrhain.
Od 1946 do 1949 roku studiował pedagogikę i germanistykę w Halle. Pracował jako nauczyciel, a następnie jako inspektor szkolny w Merseburgu do 1952 roku. W 1953 roku ukończył w Poczdamie studia podyplomowe z pedagogiki, a następnie ponownie pracował w szkolnictwie do 1961 roku. Od 1961 do 1964 roku był nauczycielem języka niemieckiego w Goethe-Gymnasium Burgas w Bułgarii. W 1965 roku zamieszkał w Halle i poświęcił się wyłącznie pisarstwu. Początkowo pisał opowiadania, sztuki i słuchowiska dla dzieci i młodzieży. W późniejszych dziełach zajmował się losem Niemców wysiedlonych w latach 1944–1950 i ich integracją z społeczeństwem NRD.
Choć Heiduczek był członkiem SED, był przez lata inwigilowany przez Stasi, o czym świadczy kilka tysięcy stron akt. Sprawdzano jego pocztę, w mieszkaniu i w telefonie założono podsłuch. Władze bezpieczeństwa NRD uznały go za „osobę negatywnie nastawioną i wrogą” i już w 1971 r. groziło mu aresztowanie.
W autobiografii „Die Schatten meiner Toten”, dwóch powieściach przetłumaczonych na język polski „Pożegnanie z aniołami” oraz „Śmierć nad morzem”, w zbiorze esejów „Im gewöhnlichen Stalinismus”, a także w kilku wywiadach Heiduczek przywołuje i wspomina swoje górnośląskie miasto jako miejsce młodości. „Śmierć nad morzem” opublikowana w 1977 roku przez Mitteldeutscher Verlag Halle/Saale, została w 1978 roku tymczasowo zakazana z interwencji radzieckiego ambasadora w NRD Piotra Abrasimowa z powodu rzekomych antyradzieckich fragmentów: książka poruszała temat gwałtów na niemieckich kobietach dokonywanych przez radzieckich żołnierzy po II wojnie światowej.
Do końca istnienia NRD Heiduczek coraz chętniej sięgał po materiały z baśni i legend. Po polsku ukazała się jego książka dla dzieci „Jana i gwiazdka”. Był członkiem Schriftstellerverband der DDR od 1960 roku; od 1990 roku należał do Verband deutscher Schriftstellerinnen und Schriftsteller oraz PEN-Zentrum Deutschland, a od 1992 roku do Freie Akademie der Künste zu Leipzig. Jego twórczość została przetłumaczona na ponad 20 języków. Za Pożegnanie z aniołami otrzymał w 1969 roku Nagrodę Henryka Manna. W 1995 Heiduczek otrzymał literacką nagrodą Josepha hr. von Eichendorffa. W 1999 odznaczony otrzymał Order Zasługi Republiki Federalnej Niemiec.
Z żoną Dorotheą (zmarłą w 1998 nauczycielką) mieli trzy córki. W 2001 roku poznał dziennikarkę Traudel Thalheim (ur. 1937) – z którą mieszkał w Lipsku aż do śmierci. Zmarł w wieku 92 lat. Pogrzeb miał miejsce 21 sierpnia 2019 roku w Lipsku; urna została złożona w ziemi w Lichtentanne – przy grobie jego żony.